# Pier Luigi Zollo
Pier Luigi Zollo (Pistoia, 20 aprile 1943 – Pistoia, 12 agosto 2005) è stato un attore e doppiatore italiano.

## Filmografia parziale

### Cinema
- Cose di Cosa Nostra, regia di Steno (1971)

### Televisione
- I fratelli Karamazov - miniserie TV, regia di Sandro Bolchi (1969)
- Vivere Insieme episodio Il ballo dell'orso, regia di Carlo Lodovici (1970)
- L'esperimento, regia di Dante Guardamagna (1971)
- L'assassinio dei fratelli Rosselli, regia di Silvio Maestranzi (1974)
- Tecnica di un colpo di stato: la marcia su Roma, regia di Silvio Maestranzi - miniserie TV (1978)

## Doppiaggio

### Cinema
- Neville Brand in La stella di latta
- Roger E. Mosley in È una sporca faccenda, tenente Parker!
- Klaus Kinski in Aguirre, furore di Dio
- Akira Takarada in Latitudine zero
- Jim Kelly ne I 3 dell'Operazione Drago
- Bernie Casey in Cleopatra Jones: licenza di uccidere
- Poldo Bendandi ne I racconti di Viterbury - Le più allegre storie del '300
- Chao Hsiung in Cinque dita di violenza

### Serie TV
- Philip Abbott in F.B.I.
- Pierre Arditi ne Il mistero di Julie

### Cartoni Animati
- Bob in Sesamo apriti
- Diogene in Fanbernardo
- Luis de Rohan in Lady Oscar

### Videogiochi
- Actyon in Atlantis: Segreti d'un mondo perduto[3]
- LeChuck in The Curse of Monkey Island e Fuga da Monkey Island[4]
- Glottis in Grim Fandango[5]
- Sam in Sam & Max Hit the Road
- Il Creatore e Capo di Cocytus in The Dig[6]
- Prince Arthus D'Erwyndyll e Guardiano Radicato in Dragon Lore II: Il cuore del dragone[7]
- Marcellus Faust e Dio in Faust - I 7 giochi dell'anima[8]
- Barista in Full Throttle[9]
- Zeus in Herc's Adventures[10]